# سوی (شهرستان قره‌سو)
سوی (به لاتین: Savay) یک منطقهٔ مسکونی در قرقیزستان است که در شهرستان قره‌سو (قرقیزستان) واقع شده‌است. سوی ۳٬۳۳۶ نفر جمعیت دارد و ۷۸۰ متر بالاتر از سطح دریا واقع شده‌است.